# 国土社版 世界の名作
国土社版 世界の名作（こくどしゃばんせかいのめいさく）は、1976年から1978年にかけて国土社から刊行された叢書。
A5変型判、箱入りハードカバー。全30巻。

## 一覧
1. 『四つの署名』（ドイル、井上一夫訳）
2. 『クリスマス・キャロル』（ディケンズ、吉田新一訳）
3. 『宝島』（スティブンソン、白木茂訳）
4. 『ふしぎの国のアリス』（キャロル、原昌訳）
5. 『よい子連盟』（The Would-Be-Goods、ネズビット、酒井邦秀訳）
6. 『トム・ソーヤーの冒険』（マーク・トウェイン、吉田新一訳）
7. 『オズの魔法使い』（バウム、原昌訳）
8. 『小公子』（バーネット、白木茂訳）
9. 『赤毛のアン』（モンゴメリー、前田三恵子訳）
10. 『故郷の人びと』（Jo's Boys、オルコット、中山知子訳）
11. 『グリム童話集』（グリム兄弟、高橋健二訳）
12. 『みつばちマーヤの冒険』（ボンゼルス、高橋健二訳）
13. 『飛ぶ教室』（ケストナー、植田敏郎訳）
14. 『アルプスの少女』（ヨハンナ・スピリ、山口四郎訳）
15. 『愛の一家』（Die Familie Pfäffling、ザッパー、山口四郎訳）
16. 『風車小屋だより』（ドーデ、辻昶訳）
17. 『レ・ミゼラブル』（ユーゴー、榊原晃三訳）
18. 『にんじん』（ルナール、榊原晃三訳）
19. 『家なき子』（マロ、末松氷海子訳）
20. 『アンデルセン童話集』（アンデルセン、大畑末吉訳）
21. 『ノンニとマンニの冒険』（スウェンソン(Jon Stefan Svensson)、山室静訳）
22. 『あくたれジャンの日記』（Il giornalino di Gian Burrasca、バンバ(Vamba)、安藤美紀夫訳）
23. 『裁くものは』（カバリェーロ(Fernan Caballero)、佐久間正訳）
24. 『幼年時代』（レフ・トルストイ、小澤政雄訳）
25. 『ビーチャといたずら友だち』（ノーソフ(Nikolai Nikolaevich Nosov)、昇隆一訳）
26. 『冬のかしの木』（ナギービン(IU Nagibin)、宮川やすえ訳）
27. 『史記』（司馬遷、渡部武訳）
28. 『聖書物語』（バン・ルーン(Hendrik Willem Van Loon)、片岡政昭訳）
29. 『イソップ寓話集』（亀山竜樹訳）
30. 『アラビアン・ナイト』（狩野敏也訳）